# フィランソロピー都市宣言
フィランソロピー都市宣言（フィランソロピーとしせんげん）は、「民都・大阪」フィランソロピー会議が2018年に発表した都市宣言。吉村洋文大阪市長（当時）が読み上げた。東京一極集中が様々な問題を引き起こしているという認識のもとに、民間の力を結集して、大阪が国内外から資金・人材が集まるフィランソロピーの国際拠点都市をめざすことをアピールした。「フィランソロピー」とはギリシア語で「人類を愛する」という意味を語源とする用語で、社会のための寄付やボランティア活動を指す。
会議前の2017年3月に大阪府及び大阪市が作成した「副首都ビジョン」では、大阪が歴史的に大阪府立中之島図書館の建設など民間の力で事業を進めてきたことを踏まえ、フィランソロピーの活用が盛り込まれていた。
宣言の中で、「民都・大阪」フィランソロピー会議を核として、これまでになかった非営利セクターの法人格を超えた連携や協働を生み出していくとともに、持続可能な開発目標（SDGs）の達成に貢献し、社会的インパクトを次々と生み出し続ける都市をめざしている。